# Хелу
Хелу (*сер. XXIII ст. до н. е.) — 10-й правитель Еламу. Напевніше мешкав за часів аккадського царя Маніштушу.

## Життєпис
Тривалий час вважався сином еламського правителя Хішепратепа. За більш сучасними археологічними розвідками припускається ймовірніше припущення (з огляду також на походження ім'я) Хелу як вождя гутіїв.
Напевне став першим, хто вдерся до Еламу, поваливши тамтешнього володаря Хішепратепа. В подальшому підкорив міста-державми Сузи і Аншан, потім розширив владу до узбережжя Перської затоки. В результаті західний, південний та центральний Елам опинилися під його пануванням. Лише на півночі, в гірських областях, а також в Авані, де закріпився Емахсіні, син Хішепратепа, гутії не здобули підтримки. Проте останній визнав зверхність Хелу. Йому спадкував син Хітаа.